# Patrick Scales
Patrick Scales (Garmisch-Partenkirchen, 24 marzo 1965) è un bassista tedesco.
Iniziò a suonare a 12 anni la chitarra classica, ma due anni dopo passò al basso su indicazione del suo maestro. Tenne i suoi primi concerti a 16 anni, nei locali jazz
Nel 1993, fondò gli Scalesenders assieme al fratello Martin (chitarra) e a Johannes Enders (sassofono), Stefan Schmid (pianoforte) e Falk Willis (batteria). L'anno dopo, entra nei Passport  di Klaus Doldinger, con cui ancora oggi suona.
Insegna basso elettrico dal 1996 al 1999 presso la Hochschule für Musik und Darstellende Kunst Mannheim. Dal 1999 al 2008, passa a insegnare al Richard-Strauss-Konservatorium München. Dal 2008, è docente presso la Hochschule für Musik und Theater München.

## Discografia

### Con gliScales
- 1994 – This And More (GLM Musica)
- 1997 – Our House (Enja Records)
- 2000 – Grounded (Blue Note Records)

### Collaborazioni e partecipazioni
- 1991 – Happy Hour (con i Brother Virus; Enja Records)
- 1993 – Nao Eu Nao Sou Brasilero (con i Coisa Nostra; JMP Records)
- 1994 – Just A Party (con gli SPLASH)
- 1995 – Forbidden Blue (con Color Box, Randy Brecker; BSC Music)
- 1996 – To Paradise (con i Passport; Warner Music Group)
- 1996 – A New Shift (con Pee Wee Ellis; Minor Music)
- 1997 – Zappelbude (Mood Records)
- 1997 – Expect Me (con Alison Welles, Bob Mintzer, Dave Samuels; House Master Records)
- 1998 – Move (con i Passport; Warner Music Group)
- 1998 – A-Strain (con A-Strain; SBF Records)
- 2000 – Tatort - Die Songs (con i Tatort, Manfred Krug; Warner Music Group)
- 2000 – Live (con i Passport; Warner Music Group)
- 2001 – Urban Life (con Wolfgang Haffner; Skip)
- 2001 – Manic-Organic (con Dieter Reith; Mons Records)
- 2002 – Monolith (con gli Enders Room, Rebekka Bakken, Wolfgang Muthspiel; Enja Records)
- 2003 – Back to Brazil (con i Passport; Warner Music Group)
- 2006 – The Ride (con Joo Kraus & Basic Jazz Lounge; Edel Records)
- 2006 – Passport To Morocco (con i Passport; Warner Music Group)
- 2007 – Live im Kongress (con gli YuMAG; Marangani Records)
- 2008 – Easy Life & Love (con Frank Monelli; Sonoton)
- 2008 – On Stage (con i Passport; Warner Music Group)
- 2009 – Acentric (con O'Mara, Hornek, Scales, Lettner; Marangani Records)
- 2011 – Tenoration (con Pee Wee Ellis; MIG-Music)
- 2011 – Inner Blue (con i Passport; Warner Music Group)
- 2011 – Symphonic Project (con i Passport; Warner Music Group)